# Motorrad-Weltmeisterschaft 1955
Die Motorrad-WM-Saison 1955 war die siebente in der Geschichte der FIM-Motorrad-Straßenweltmeisterschaft.
In der Klasse bis 500 cm³ wurden acht, in der Klassen bis 350 cm³ sieben, in der Klasse bis 250 cm³ fünf, in der Klasse bis 125 cm³ sechs sowie bei den Gespannen fünf Rennen ausgetragen.

## Punkteverteilung
| Punktewertung | Punktewertung | Punktewertung | Punktewertung | Punktewertung | Punktewertung | Punktewertung |
| ------------- | ------------- | ------------- | ------------- | ------------- | ------------- | ------------- |
| Platz         | 1             | 2             | 3             | 4             | 5             | 6             |
| Punkte        | 8             | 6             | 4             | 3             | 2             | 1             |

In die Wertung kamen bei weniger als acht ausgetragenen Rennen die besten vier Resultate, wurden acht oder mehr Rennen ausgetragen wurden die fünf besten erzielten Resultate in die WM-Wertung einbezogen.

## Wissenswertes
- Der Italiener Giuseppe Lattanzi kam am 19. Juni 1955 bei einem Unfall im Rennen Milano–Taranto ums Leben.

## 500-cm³-Klasse

### Rennergebnisse
|   | Datum  | Rennen                 | Strecke                   | Platz 1          | Platz 2         | Platz 3         | Schn. Rennrunde              |
| - | ------ | ---------------------- | ------------------------- | ---------------- | --------------- | --------------- | ---------------------------- |
| 1 | 01.05. | 6. GP von Spanien      | Montjuïc                  | Reg Armstrong    | Carlo Bandirola | Umberto Masetti | Carlo Bandirola              |
| 2 | 15.05. | GP von Frankreich      | Reims                     | Geoff Duke       | Libero Liberati | Reg Armstrong   | Geoff Duke                   |
| 3 | 10.06. | 37. Isle of Man TT     | Mountain Course           | Geoff Duke       | Reg Armstrong   | Ken Kavanagh    | Geoff Duke                   |
| 4 | 26.06. | 19. GP von Deutschland | Nürburgring- Nordschleife | Geoff Duke       | Walter Zeller   | Carlo Bandirola | Geoff Duke                   |
| 5 | 03.07. | 28. GP von Belgien     | Spa-Francorchamps         | Giuseppe Colnago | Pierre Monneret | Léon Martin     | Geoff Duke                   |
| 6 | 16.07. | 25. Dutch TT           | Assen                     | Geoff Duke       | Reg Armstrong   | Umberto Masetti | Geoff Duke und Reg Armstrong |
| 7 | 13.08. | 27. Ulster GP          | Dundrod                   | Bill Lomas       | John Hartle     | Dickie Dale     | Bill Lomas                   |
| 8 | 04.09. | 33. GP der Nationen    | Monza                     | Umberto Masetti  | Reg Armstrong   | Geoff Duke      | Geoff Duke                   |

### Fahrerwertung
| 1  | Geoff Duke        | Gilera     | 36 |
| 2  | Reg Armstrong     | Gilera     | 30 |
| 3  | Umberto Masetti   | MV Agusta  | 19 |
| 4  | Giuseppe Colnago  | Gilera     | 13 |
| 5  | Carlo Bandirola   | MV Agusta  | 10 |
| 6  | Bill Lomas        | Moto Guzzi | 8  |
| 7  | Libero Liberati   | Gilera     | 6  |
|    | Walter Zeller     | BMW        | 6  |
|    | Pierre Monneret   | Gilera     | 6  |
|    | John Hartle       | Norton     | 6  |
| 11 | Bob McIntyre      | Norton     | 5  |
| 12 | Ken Kavanagh      | Moto Guzzi | 4  |
|    | Léon Martin       | Gilera     | 4  |
|    | Dickie Dale       | Moto Guzzi | 4  |
| 15 | Tito Forconi      | MV Agusta  | 4  |
| 16 | Orlando Valdinoci | Gilera     | 3  |

|    | Jack Brett        | Norton     | 3 |
|    | Duilio Agostini   | Moto Guzzi | 3 |
|    | Drikus Veer       | Gilera     | 3 |
| 20 | Nello Pagani      | MV Agusta  | 2 |
|    | Jacques Collot    | Norton     | 2 |
|    | Auguste Goffin    | Norton     | 2 |
|    | Bob Brown         | Matchless  | 2 |
|    | Peter Murphy      | Matchless  | 2 |
|    | Alfredo Milani    | Gilera     | 2 |
| 26 | Firmin Dauwe      | Norton     | 1 |
|    | Derek Ennett      | Matchless  | 1 |
|    | Jack Ahearn       | Norton     | 1 |
|    | John Storr        | Norton     | 1 |
|    | Eddie Grant       | Norton     | 1 |
|    | John Clark        | Matchless  | 1 |
|    | Ernst Riedelbauch | BMW        | 1 |

### Konstrukteurswertung
| 1 | Gilera     | 40 (54) |
| 2 | MV Agusta  | 25      |
| 3 | Moto Guzzi | 15      |
| 4 | Norton     | 14 (15) |
| 5 | BMW        | 7       |
| 6 | Matchless  | 5       |

(Punkte in Klammern inklusive Streichresultate)

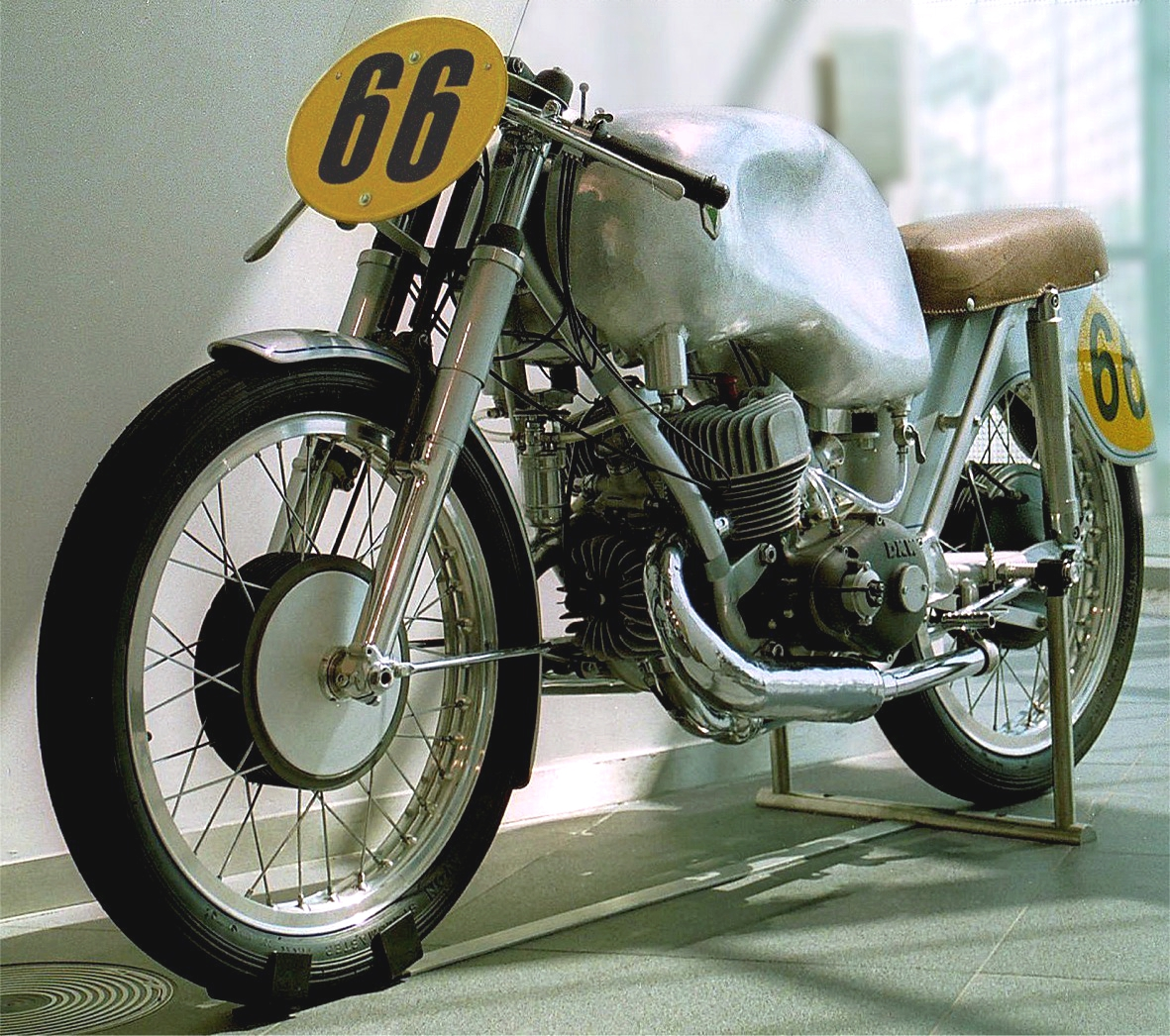
Eine DKW RM 350, Spitzname „Singende Säge“, wie sie 1955 vom DKW-Werksteam eingesetzt wurde.

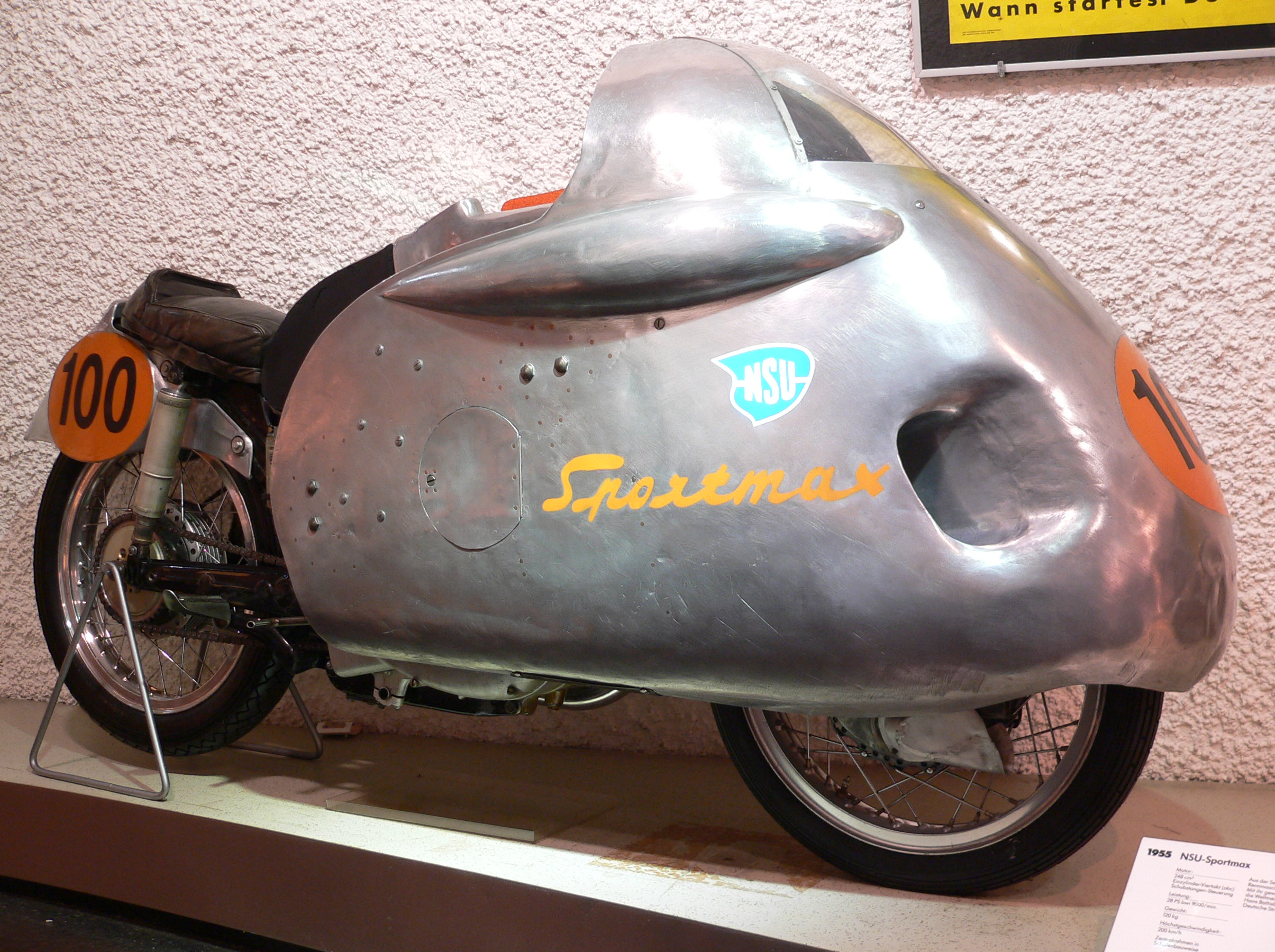
NSU Sportmax: Hermann Paul Müller gewann mit einer solchen Maschine die 250-cm³-Weltmeisterschaft 1955

## 350-cm³-Klasse

### Rennergebnisse
|   | Datum  | Rennen                 | Strecke                   | Platz 1         | Platz 2      | Platz 3         | Schn. Rennrunde |
| - | ------ | ---------------------- | ------------------------- | --------------- | ------------ | --------------- | --------------- |
| 1 | 15.05. | GP von Frankreich      | Reims                     | Duilio Agostini | Dickie Dale  | Roberto Colombo | Duilio Agostini |
| 2 | 10.06. | 37. Isle of Man TT     | Mountain Course           | Bill Lomas      | Bob McIntyre | Cecil Sandford  | Bill Lomas      |
| 3 | 26.06. | 19. GP von Deutschland | Nürburgring- Nordschleife | Bill Lomas      | August Hobl  | John Surtees    | Bill Lomas      |
| 4 | 03.07. | 28. GP von Belgien     | Spa-Francorchamps         | Bill Lomas      | August Hobl  | Keith Campbell  | Bill Lomas      |
| 5 | 16.07. | 25. Dutch TT           | Assen                     | Ken Kavanagh    | Bill Lomas   | Dickie Dale     | Dickie Dale     |
| 6 | 13.08. | 27. Ulster GP          | Dundrod                   | Bill Lomas      | John Hartle  | John Surtees    | Bill Lomas      |
| 7 | 04.09. | 33. GP der Nationen    | Monza                     | Dickie Dale     | Bill Lomas   | Ken Kavanagh    | Bill Lomas      |

### Fahrerwertung
| 1 | Bill Lomas      | Moto Guzzi | 32 (44) |
| 2 | Dickie Dale     | Moto Guzzi | 18      |
| 3 | August Hobl     | DKW        | 17      |
| 4 | Ken Kavanagh    | Moto Guzzi | 14      |
| 5 | Cecil Sandford  | Moto Guzzi | 13      |
| 6 | John Surtees    | Norton     | 11      |
| 7 | Duilio Agostini | Moto Guzzi | 8       |
| 8 | Bob McIntyre    | Norton     | 8       |
| 9 | John Hartle     | Norton     | 7       |

| 10 | Roberto Colombo   | Moto Guzzi | 7 |
| 11 | Keith Campbell    | Norton     | 4 |
| 12 | Auguste Goffin    | Norton     | 3 |
|    | Enrico Lorenzetti | Moto Guzzi | 3 |
| 14 | Peter Murphy      | A.J.S.     | 3 |
|    | Karl Hofmann      | DKW        | 3 |
| 16 | Maurice Quincey   | Norton     | 2 |
| 17 | Hans Bartl        | DKW        | 2 |
| 18 | Jacques Collot    | Norton     | 1 |

(Punkte in Klammern inklusive Streichresultate)

### Konstrukteurswertung
| 1 | Moto Guzzi | 32 (56) |
| 2 | Norton     | 20 (23) |
| 3 | DKW        | 17      |
| 4 | A.J.S.     | 3       |

(Punkte in Klammern inklusive Streichresultate)

## 250-cm³-Klasse

### Rennergebnisse
|   | Datum  | Rennen                 | Strecke                   | Platz 1             | Platz 2           | Platz 3             | Schn. Rennrunde     |
| - | ------ | ---------------------- | ------------------------- | ------------------- | ----------------- | ------------------- | ------------------- |
| 1 | 08.06. | 37. Isle of Man TT     | Clypse Course             | Bill Lomas          | Cecil Sandford    | Hermann Paul Müller | Bill Lomas          |
| 2 | 26.06. | 19. GP von Deutschland | Nürburgring- Nordschleife | Hermann Paul Müller | Wolfgang Brand    | Cecil Sandford      | Hermann Paul Müller |
| 3 | 16.07. | 25. Dutch TT           | Assen                     | Luigi Taveri        | Umberto Masetti   | Hermann Paul Müller | Bill Lomas          |
| 4 | 13.08. | 27. Ulster GP          | Dundrod                   | John Surtees        | Sammy Miller      | Umberto Masetti     | John Surtees        |
| 5 | 04.09. | 33. GP der Nationen    | Monza                     | Carlo Ubbiali       | Hans Baltisberger | Sammy Miller        | Hans Baltisberger   |

### Fahrerwertung
| 1 | Hermann Paul Müller | NSU        | 19 (20) |
| 2 | Cecil Sandford      | Moto Guzzi | 14      |
| 3 | Bill Lomas          | MV Agusta  | 13      |
| 4 | Luigi Taveri        | MV Agusta  | 11      |
| 5 | Umberto Masetti     | MV Agusta  | 11      |
| 6 | Sammy Miller        | NSU        | 10      |
| 7 | John Surtees        | NSU        | 8       |
|   | Carlo Ubbiali       | MV Agusta  | 8       |

| 9  | Wolfgang Brand    | NSU         | 6 |
| 10 | Hans Baltisberger | NSU         | 6 |
| 11 | Arthur Wheeler    | Moto Guzzi  | 6 |
| 12 | Enrico Lorenzetti | Moto Guzzi  | 3 |
| 13 | Dave Chadwick     | RD Spechial | 2 |
| 14 | Bill Webster      | Velocette   | 1 |
| 15 | Helmut Hallmeier  | NSU         | 1 |

(Punkte in Klammern inklusive Streichresultate)

### Konstrukteurswertung
| 1 | MV Agusta   | 28 (31) |
| 2 | NSU         | 20 (30) |
| 3 | Moto Guzzi  | 15      |
| 4 | RD Spechial | 2       |
| 5 | Velocette   | 1       |

(Punkte in Klammern inklusive Streichresultate)

## 125-cm³-Klasse

### Rennergebnisse
|   | Datum  | Rennen                 | Strecke                   | Platz 1       | Platz 2      | Platz 3           | Schn. Rennrunde |
| - | ------ | ---------------------- | ------------------------- | ------------- | ------------ | ----------------- | --------------- |
| 1 | 01.05. | 6. GP von Spanien      | Montjuïc                  | Luigi Taveri  | Romolo Ferri | Carlo Ubbiali     | Luigi Taveri    |
| 2 | 15.05. | GP von Frankreich      | Reims                     | Carlo Ubbiali | Luigi Taveri | Giuseppe Lattanzi | Romolo Ferri    |
| 3 | 08.06. | 37. Isle of Man TT     | Clypse Course             | Carlo Ubbiali | Luigi Taveri | Giuseppe Lattanzi | Carlo Ubbiali   |
| 4 | 26.06. | 19. GP von Deutschland | Nürburgring- Nordschleife | Carlo Ubbiali | Luigi Taveri | Remo Venturi      | Carlo Ubbiali   |
| 5 | 16.07. | 25. Dutch TT           | Assen                     | Carlo Ubbiali | Remo Venturi | Rudolf Grimas     | Luigi Taveri    |
| 6 | 04.09. | 33. GP der Nationen    | Monza                     | Carlo Ubbiali | Remo Venturi | Angelo Copeta     | Carlo Ubbiali   |

### Fahrerwertung
| 1 | Carlo Ubbiali         | MV Agusta   | 32 (44) |
| 2 | Luigi Taveri          | MV Agusta   | 26      |
| 3 | Remo Venturi          | MV Agusta   | 16      |
| 4 | Giuseppe Lattanzi (†) | F.B Mondial | 11      |
| 5 | Angelo Copeta         | MV Agusta   | 8       |
| 6 | Romolo Ferri          | F.B Mondial | 7       |
| 7 | Bill Webster          | MV Agusta   | 5       |
| 8 | Rudolf Grimas         | F.B Mondial | 4       |
| 9 | Tarquinio Provini     | F.B Mondial | 3       |
|   | Bill Lomas            | MV Agusta   | 3       |

|    | Karl Lottes         | MV Agusta   | 3 |
|    | August Hobl         | DKW         | 3 |
| 13 | Bernhard Petruschke | IFA         | 2 |
|    | Willi Scheidhauer   | MV Agusta   | 2 |
|    | Siegfried Wünsche   | DKW         | 2 |
| 16 | Marcel Cama         | Montesa     | 1 |
|    | Ross Porter         | MV Agusta   | 1 |
|    | Erhart Krumpholz    | IFA         | 1 |
|    | Erich Wünsche       | DKW         | 1 |
|    | Paolo Campanelli    | F.B Mondial | 1 |

(Punkte in Klammern inklusive Streichresultate)

### Konstrukteurswertung
| 1 | MV Agusta   | 32 (48) |
| 2 | F.B Mondial | 14      |
| 3 | DKW         | 3       |
| 4 | IFA         | 2       |
| 5 | Montesa     | 1       |

(Punkte in Klammern inklusive Streichresultate)

## Gespanne (500 cm³)

### Rennergebnisse
|   | Datum  | Rennen                 | Strecke                   | Platz 1                        | Platz 2                        | Platz 3                             | Schn. Rennrunde              |
| - | ------ | ---------------------- | ------------------------- | ------------------------------ | ------------------------------ | ----------------------------------- | ---------------------------- |
| 1 | 01.05. | 6. GP von Spanien      | Montjuïc                  | Willi Faust / Karl Remmert     | Cyril Smith / Stanley Dibben   | Eric Oliver / Eric Bliss            | Willi Faust / Karl Remmert   |
| 2 | 10.06. | 37. Isle of Man TT     | Clypse Course             | Walter Schneider / Hans Strauß | Bill Boddice / William Storr   | Pip Harris / Ray Campbell           | Wilhelm Noll / Fritz Cron    |
| 3 | 26.06. | 19. GP von Deutschland | Nürburgring- Nordschleife | Willi Faust / Karl Remmert     | Wilhelm Noll / Fritz Cron      | Walter Schneider / Manfred Grunwald | Willi Faust / Karl Remmert   |
| 4 | 03.07. | 28. GP von Belgien     | Spa-Francorchamps         | Wilhelm Noll / Fritz Cron      | Willi Faust / Karl Remmert     | Walter Schneider / Hans Strauß      | Cyril Smith / Stanley Dibben |
| 5 | 16.07. | 25. Dutch TT           | Assen                     | Willi Faust / Karl Remmert     | Wilhelm Noll / Fritz Cron      | Bob Mitchell / Max George           | Willi Faust / Karl Remmert   |
| 6 | 04.09. | 33. GP der Nationen    | Monza                     | Wilhelm Noll / Fritz Cron      | Walter Schneider / Hans Strauß | Jacques Drion / Inge Stoll-Laforge  | Albino Milani / unbekannt    |

### Fahrerwertung
| 1  | Willi Faust       | Karl Remmert                      | BMW       | 30 |
| 2  | Wilhelm Noll      | Fritz Cron                        | BMW       | 28 |
| 3  | Walter Schneider  | Hans Strauß bzw. Manfred Grunwald | BMW       | 22 |
| 4  | Jacques Drion     | Inge Stoll                        | Norton    | 10 |
| 5  | Cyril Smith       | Stanley Dibben                    | Norton    | 6  |
|    | Bill Boddice      | William Storr                     | Norton    | 6  |
| 7  | Pip Harris        | Ray Campbell                      | Matchless | 6  |
|    | Bob Mitchell      | Max George                        | Norton    | 6  |
| 9  | Jean Murit        | Francis Flahaut                   | BMW       | 6  |
| 10 | Eric Oliver       | Eric Bliss                        | Norton    | 4  |
| 11 | Rudolf Koch       | Christian Wirth                   | BMW       | 3  |
|    | Jackie Beeton     | Charles Billingham                | Norton    | 3  |
|    | Julien Deronne    | Bruno Leys                        | BMW       | 3  |
|    | Florian Camathias | Maurice Büla                      | BMW       | 3  |
| 15 | Ernesto Merlo     | Dino Magri                        | Gilera    | 2  |
|    | Frank Taylor      | Ron Taylor                        | Norton    | 2  |
| 17 | Roland Benz       | Jakob Kuchler                     | Norton    | 1  |
|    | Ernie Walker      | Dun Roberts                       | Norton    | 1  |
|    | Henk Steman       | Mappie de Haas                    | BMW       | 1  |
|    | Fritz Seeber      | Franz Heiß                        | BMW       | 1  |

### Konstrukteurswertung
| 1 | BMW       | 32 (48) |
| 2 | Norton    | 20 (24) |
| 3 | Matchless | 6       |
| 4 | Gilera    | 2       |

(Punkte in Klammern inklusive Streichresultate)